# ساواش آی
ساواش آی (انگلیسی: Savaş Ay; ۲۶ مارس ۱۹۵۴ – ۹ نوامبر ۲۰۱۳) عکاس، روزنامه‌نگار، هنرپیشه، کارگردان فیلم، و فیلم‌نامه‌نویس اهل ترکیه بود. او کارگردان فیلم رقاص عربی است.